# تصرف عدوانی
تصرف عُدوانی یک موضوع حقوقی است و یکی از دعاوی ثلاث است که بمعنای به زور گرفتنِ یک زمین یا ملک از مالکِ آن یا از کسی است که بر اساسِ یک قرارداد دارای حق نسبت به آن ملک می‌باشد.
در بُعدِ حقوقی باید توجه داشت که مدت زمان تصرف سابق خواهان باید به اندازه‌ای باشد که او عرفاً متصرف شناخته شود و این مدت بنا بر نظر قاضی و عرف می‌تواند متفاوت باشد. مطابق ماده ۶۹۰ قانون مجازات اسلامی، تصرف عدوانی و مزاحمت یا ممانعت در حق نسبت به املاک متعلق به دولت یا اشخاص حقیقی یا حقوقی صرفاً با شکایت مالک قابل تعقیب کیفری است.

## معنای اصطلاحی تصرف
تصرف که از آن به ید (دست) هم تعبیر می‌شود عبارت است از سلطه و اقتداری که شخص به‌طور مستقیم یا به واسطه غیر، بر مالی دارد.

## بررسی تصرف عدوانی با رویکرد حقوقی
مادهٔ ۱۵۸ قانون آئین دادرسی مدنی دادگاه‌های عمومی و انقلاب دعوای تصرف عدوانی را چنین تعریف می‌کند: «دعوای تصرف عدوانی عبارت است از ادعای متصرف سابق مبنی بر اینکه دیگری بدون رضایت او مال غیرمنقول را از تصرف وی خارج کرده و اعادهٔ تصرف خود را نسبت به آن مال درخواست می‌نماید.»
این تعریف فقط شامل اموال غیرمنقول است؛ پس اگر کسی به صورت عدوانی اتومبیل یا تلفن همراه یا مال منقول دیگری را از تصرف او خارج سازد، تعریف فوق این موارد را شامل نخواهد شد.
اگر مال با رضایت متصرف سابق از تصرف او خارج شده باشد و به تصرف دیگری درآید سپس متصرف سابق از رضایت خویش پشیمان شده و عدول نماید، عنوان تصرف عدوانی بر فعل متصرف لاحق صادق نخواهد بود.
در دعوای تصرف عدوانی شخصی که ادعا دارد مال از ید او خارج شده نیازی ندارد به مالکیت خود استناد کند بلکه کافی است تصرف سابق خود بر مال را به اثبات برساند. کسی که در دعوای تصرف عدوانی شکست می‌خورد می‌تواند پس از آن دعوای مالکیت مطرح کند اما عکس این قضیه ممکن نیست.

### سه معیار مطرح در دعوای تصرف عدوانی حقوقی
- اثبات سابقه تصرف خواهان
- اثبات لحوق تصرف خوانده (تصرفات بعدی خوانده)
- اثبات عدوانی بودن تصرف (اینکه مال بدون اجازه متصرف سابق به تصرف دیگری درآمده است)

## گنگی قانون در دادگاه‌های ایران
در بعد حقوقی در سال ۱۳۷۸ قانون‌گذار در قانون آیین دادرسی دادگاه‌های عمومی و انقلاب در امور مدنی مواد نسبتاً زیادی را به این بحث اختصاص داد و بدین ترتیب، رویه‌اش روشن‌تر و بهتر از بعد کیفری مسئله شد و اکنون مسائل مبهم و مورد اختلاف در این بعد کمتر دیده می‌شود.

## امتیازات دعوای تصرف عدوانی
- نیازی به ارائه دلیل مالکیت (مانند سند رسمی) از طرف خواهان نیست. البته باید این را دانست که سند رسمی ملک اماره ی سبق تصرف است نه دلیل بر آن.
- دعاوی تصرف عدوانی خارج از نوبت رسیدگی می‌شوند.
- برای صدور دستور موقت نیازی به اخذ تأمین از خواهان برای خسارات احتمالی نیست.
- هزینه دادرسی دعوای تصرف عدوانی به دلیل غیر مالی بودن آن مقطوع و ارزان است.